# Xian de Dongyuan
Le xian de Dongyuan (东源县 ; pinyin : Dōngyuán Xiàn) est un district administratif de la province du Guangdong en Chine. Il est placé sous la juridiction de la ville-préfecture de Heyuan.

## Démographie
La population du district était de 478 336 habitants en 1999.